# Oxydia purpureogrisea
Oxydia purpureogrisea är en fjärilsart som beskrevs av Paul Dognin 1911. Oxydia purpureogrisea ingår i släktet Oxydia och familjen mätare. Inga underarter finns listade i Catalogue of Life.